# Mistrzostwa Świata w Piłce Nożnej 2014 (eliminacje strefy AFC)/Grupa 1

## Grupa
| Lp. | Drużyna  | M | Mecze | Mecze | Mecze | Bramki | Bramki | Bramki | Pkt |
| Lp. | Drużyna  | M | W     | R     | P     | +      | −      | +/−    | Pkt |
| --- | -------- | - | ----- | ----- | ----- | ------ | ------ | ------ | --- |
| 1.  | Irak     | 6 | 5     | 0     | 1     | 14     | 4      | +10    | 15  |
| 2.  | Jordania | 6 | 4     | 0     | 2     | 11     | 7      | +4     | 12  |
| 3.  | Chiny    | 6 | 3     | 0     | 3     | 10     | 6      | +4     | 9   |
| 4.  | Singapur | 6 | 0     | 0     | 6     | 2      | 20     | −18    | 0   |

## Mecze
Czas:CET
| 2 września 2011 14:00 | Chiny · Zheng 69' (k) · Yu 73' | 2:1(0:1) | Singapur · 33' Đurić | Tuodong Stadium, Kunming Widzów: 17 tys. Sędzia: Andre El Haddad |
|                       |                                |          |                      |                                                                  |

| 2 września 2011 16:00 | Irak | 0:2(0:1) | Jordania · 43' Fattah · 47' Deeb | Malab Fransu Hariri, Arbil Widzów: 24 tys. Sędzia: Nawaf Szukr Allah |
|                       |      |          |                                  |                                                                      |

| 6 września 2011 18:00 | Jordania · Rahman 49' · Deeb 54' | 2:1(0:0) | Chiny · 56' Hao | Amman International Stadium, Amman Widzów: 19 tys. Sędzia: Ravshan Ermatov |
|                       |                                  |          |                 |                                                                            |

| 6 września 2011 13:30 | Singapur | 0:2(0:0) | Irak · 49' Zahra · 86' Mahmoud | Jalan Besar Stadium, Singapur Widzów: 5,5 tys. Sędzia: Minoru Tōjō |
|                       |          |          |                                |                                                                    |

| 11 października 2011 14:15 | Chiny | 0:1(0:1) | Irak · 45' Mahmoud | Shenzhen Bay Sports Center, Shenzhen Widzów: 25 tys. Sędzia: Saeid Mozaffari |
|                            |       |          |                    |                                                                              |

| 11 października 2011 13:30 | Singapur | 0:3(0:1) | Jordania · 11' Deeb · 54' Jasin · 63' Ibrahim | Jalan Besar Stadium, Singapur Widzów: 3,8 tys. Sędzia: Choi Myung-yong |
|                            |          |          |                                               |                                                                        |

| 11 listopada 2011 | Jordania · Ibrahim 15' · Deeb 65' | 2:0(1:0) | Singapur | Amman International Stadium, Amman Widzów: 19 tys. Sędzia: Benjamin Williams |
|                   |                                   |          |          |                                                                              |

| 11 listopada 2011 15:15 | Irak · Mahmoud 90+2' | 1:0(0:0) | Chiny | Grand Hamad Stadium, Doha (Katar) Widzów: 5 tys. Sędzia: Peter Green |
|                         |                      |          |       |                                                                      |

| 15 listopada 2011 17:00 | Jordania · Fattah 17' | 1:3(1:0) | Irak · 55', 81' Akram · 55' Munir | Amman International Stadium, Amman Widzów: 13 tys. Sędzia: Ali Albadwawi |
|                         |                       |          |                                   |                                                                          |

| 15 listopada 2011 12:30 | Singapur | 0:4(0:1) | Chiny · 42' Yu · 55' Li · 73', 82' Zheng | Jalan Besar Stadium, Singapur Widzów: 5,5 tys. Sędzia: Abdullah Balideh |
|                         |          |          |                                          |                                                                         |

| 29 lutego 2012 9:00 | Chiny · Hao 43' 69' · Yu 88' | 3:1(1:0) | Jordania · 85' Salim | Guangdong Olympic Stadium, Kanton Widzów: 6,1 tys. Sędzia: Võ Minh Trí |
|                     |                              |          |                      |                                                                        |

| 29 lutego 2012 14:45 | Irak · Jassim 4' · Mahmoud 11' 61' 90+3' · Mohammed 22' (k) · Akram 36' (k) · Karim 47' | 7:1(4:1) | Singapur · 28' Halim | Grand Hamad Stadium, Doha (Katar) Widzów: 950 Sędzia: Abdullah Al Hilali |
|                      |                                                                                         |          |                      |                                                                          |